# Michael Ojo (cestista 1989)
Michael Adetokunbo Ojo (Santa Monica, 28 giugno 1989) è un cestista statunitense con cittadinanza nigeriana naturalizzato britannico, professionista in Europa.